# Löten
För andra betydelser, se Löten (olika betydelser).

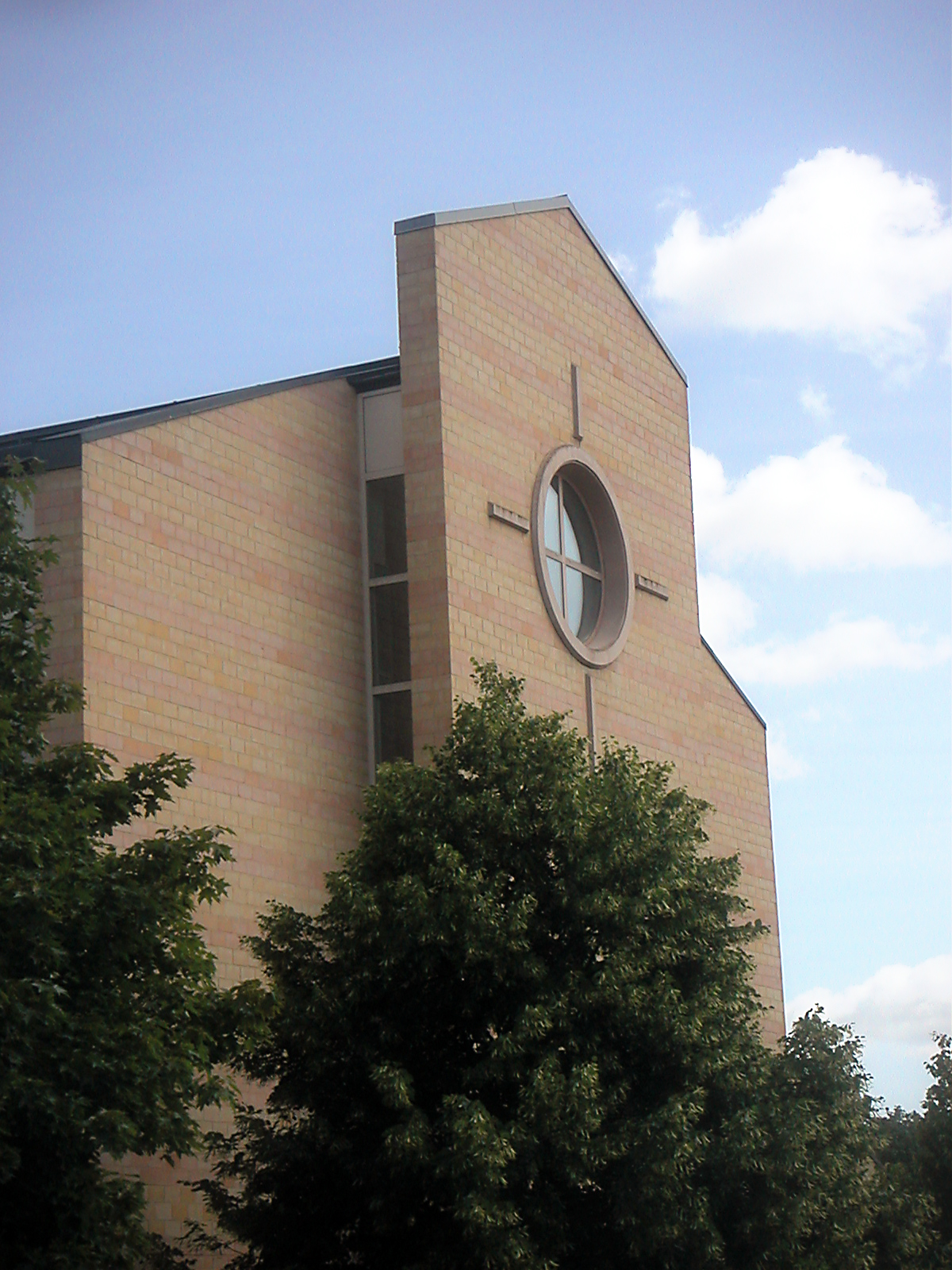
Lötenkyrkan vid Heidenstams torg

Löten är en stadsdel i nordöstra Uppsala bestående av kvarteren Ling, Karin Boye, Ferlin, Dagerman, Lagerlöf, Bellman, Stagnelius, von Bahr samt Heidenstamsgatan. Söder om Löten passerar Tycho Hedéns väg och norr om Löten ligger Bärbyleden och norr om den Nyby. Bebyggelsen består övervägande av lägre flerfamiljshus, blandat med hyres- och bostadsrätter. Genom Löten går även von Bahrska häcken. Löten brukar traditionellt också räknas som en del av Gamla Uppsala. 
Folk som har vuxit upp i Uppsala och i stadsdelen kallar hela området för Heidenstam istället för Löten, och i andra hand kvartersnamnen, Bellman, Ling, Ferlin etc. 
Centrum för stadsdelen är Heidenstams torg, med bland annat ICA-affär, frisersalonger, pappershandel med postkontor (numera inne på ICA), restaurang, apotek, gatukök, gym, vårdcentral (lokalen utgjorde dessförinnan socialförvaltning och ännu tidigare tentamenslokal för Uppsala universitet), Lötenkyrkan (samarbetskyrka EFS/Svenska kyrkan), Johannelunds teologiska högskola och slutligen Heidenstamskolan och Lötens förskola. 
Sydväst om Löten, i den angränsande stadsdelen Kapellgärdet, finns Lötens IP.
Löten har fått sitt namn efter en gård med samma namn. I ett dokument från 1482 beskrivs detta område som "lötine i mellan nyaby oc stadhenom" – löten mellan nyby och staden. Löt betyder egentligen "sluttning", men har i nyare svenska ändrat betydelse till att avse även betesmark.